# TgA
Il TgA è stato il primo telegiornale nazionale italiano trasmesso in diretta su una rete televisiva commerciale nazionale. Era il telegiornale dell'emittente Rete A.
Fu fondato nel 1987 da Emilio Fede, che due anni dopo avrebbe lasciato la testata per passare a Fininvest, dove nel 1991 diede inizio alle trasmissioni di altri due notiziari, Studio Aperto su Italia 1 e TG4 su Rete 4.
La prima messa in onda avvenne lunedì 7 settembre 1987. Il telegiornale proseguì fino al 22 dicembre 2005, quando Rete A fu sostituita da All Music che propose un proprio notiziario, All News.